# Turquie au Concours Eurovision de la chanson 2007
La chanson présentée par la Turquie au Concours Eurovision de la chanson 2007 s'intitule Shake It Up Shekerim. À la finale du concours, qui s'est tenue à Helsinki en mai 2007, la chanson turque finit à la quatrième place, avec 163 points.